# Gertrude Käsebier
Gertrude Käsebier właśc. Gertrude Stanton Käsebier (ur. 18 maja 1852 w Des Moines, zm. 13 października 1934 w Nowym Jorku) – amerykańska fotografka, portrecistka, przedstawicielka piktorializmu.

## Życiorys
Gertrude Stanton Käsebier urodziła się 18 maja 1852 roku w Des Moines w stanie Iowa, w rodzinie Johna Stantona i Mooncy Boone. Dorastała w Leadville w Kolorado, gdzie jej ojciec pracował w kopalni srebra. Po jego śmierci czteroletnia Gertrude przeprowadziła się wraz z matką do Nowego Jorku. Po ukończeniu szkoły dla dziewcząt (ang. Moravian Seminary for Girls) w Bethlehem (Pensylwania), pomagała matce w prowadzeniu pensjonatu na Brooklynie.
W 1874 roku wyszła za mąż za Eduarda Käsebiera – pochodzącego z Niemiec handlarza szelakiem, który często gościł w pensjonacie prowadzonym przez matkę Gertrude. Po ślubie państwo Käsebier zamieszkali w New Jersey, mieli troje dzieci: Fredericka Williama, Gertrude Elisabeth i Hermine Mathilde. Käsebier zajmowała się domem i wychowaniem dzieci, podczas gdy mąż rozwijał dobrze prosperujące przedsiębiorstwo. Amatorsko fotografowała swoje dzieci. Kiedy dzieci dorosły, Käsebier próbowała dostać się do nowojorskiej szkoły artystycznej Cooper Union, jednak jej zgłoszenie zostało odrzucone.
W 1888 roku, po przeprowadzce do Brooklynu, Käsebier została przyjęta do Pratt Institute, gdzie przez sześć lat studiowała malarstwo portretowe, jednak jako malarka nie odnosiła sukcesów. Pomimo tego, że była jedną z najstarszych studentek, przyjaźniła się z innymi studiującymi, a nawet wspierała niektórych poprzez zlecanie im portretów swoich dzieci.
W 1892 roku zdobyła nagrodę w konkursie fotograficznym czasopisma "The Monthly Illustrator", by rok później – już po ukończeniu 40. roku życia – zacząć zajmować się fotografią zawodowo. Ponieważ początkowo nie miała dostępu do ciemni, pracowała nocą, a mokre płytki płukała w strumyku. Następnie terminowała u niemieckiego chemika, by zgłębić tajniki techniki fotograficznej, później zaś pracowała u Samuela H. Lifsheya – fotografa portrecisty, by nauczyć się prowadzenia zakładu fotograficznego.
Jej pierwsza wystawa indywidualna odbyła się w 1896 roku w Boston Camera Club. W 1897 roku Käsebier otworzyła własny zakład fotograficzny w Nowym Jorku, a w roku 1899 drugie studio w Newport (Rhode Island). Wkrótce też przedstawiła się listownie Alfredowi Stieglitzowi – fotografowi i wydawcy, najważniejszej postaci ówczesnej amerykańskiej fotografii, który będąc pod wrażeniem prac Käsebier, pomagał w organizowaniu jej wystaw i publikował jej fotografie na łamach czasopisma "Camera Work". Pomimo niechętnego nastawienia męża do jej kariery zawodowej – uważał, że kariera żony to hańba dla rodziny – Käsebier udało się zaistnieć na nowojorskim rynku artystycznym. W 1897 roku Pratt Institute zorganizował wystawę 150 fotografii jej autorstwa, a w 1898 roku dziesięć jej prac zostało pokazanych w salonie fotograficznym w Filadelfii (ang. Philadelphia Photographic Salon).
Käsebier propagowała piktorializm (1898–1910) – nurt w fotografii, podkreślający funkcje fotografii jako dzieła sztuki, a nie tylko dokumentu. Jej prace były przepełnione miękkim światłem a przedstawiane obiekty często celowo niewyraźne. W 1900 roku, jako jedna z dwóch kobiet, Käsebier została członkinią stowarzyszenia The Linked Ring promującego piktorializm jako dziedzinę sztuki. Käsebier znana była z portretów matek z dziećmi, np. Mother and a Child (ok. 1900), Bless Art Thou Among Women czy Lolly Popps.
W 1899 roku fotografia The Manger wykonana w technice odbitki platynowej została sprzedana za rekordową wówczas sumę 100 dolarów. Fotografia przedstawiała symboliczną Madonnę z dzieciątkiem w stajence – według stanu na 2011 rpoku znajdującą się w zbiorach Museum of Modern Art (MoMa) w Nowym Jorku. W tym samym roku Käsebier została jurorką filadelfijskiego salonu fotograficznego, a Stieglitz zorganizował jej kolejną wystawę indywidualną w nowojorskim Camera Club. W 1900 roku wystawiła swoje prace w Londynie, natomiast rok później w Paryżu.
W 1902 roku Käsebier wraz z innymi fotografami, m.in. Stieglitzem i Steichenem zorganizowała Foto-Secesję (ang. Photo-Secession) w celu wyniesienia piktorializmu na wyżyny sztuk pięknych. W 1903 roku pierwsze wydanie czasopisma Stieglitza "Camera Work" zawierało prace jej i innych członków Photo Secession. W 1910 roku 22 prace fotografki pokazano na Międzynarodowej Wystawie Fotografii Piktorialnej (ang. International Exhibition of Pictorial Photography) w Buffalo (Nowy Jork). U Käsebier portrety zamawiały znane osobistości, m.in. pisarz Mark Twain czy afroamerykański polityk Booker T. Washington. W roku 1907 sportretowała Auguste'a Rodina w jego paryskiej pracowni. Ponadto wykonywała portrety Indian amerykańskich, m.in. Siuksów występujących w Wild West Show Buffalo Billa. Jej prace były publikowane w wielu magazynach, m.in. w "McClure's", "Munsey's Magazine" czy "Scribner's Magazine", jak również w periodykach branżowych, m.in. w "Camera Notes", "The Craftsman", "Photo-Era", "Photographic Art" czy "Photographic Times".
W 1912 roku Käsebier wystąpiła z Foto-Secesji i zerwała współpracę ze Stieglietzem, który przesunął się w stronę fotografii realistycznej. W 1916 roku wraz z Clarence'em H. White'em założyła stowarzyszenie Pictorial Photographers of America, była również współzałożycielką organizacji kobiet-fotografów (ang. Women's Federation of the Photographers' Association of America). W 1926 roku zamknęła swój zakład fotograficzny.
Gertrude Käsebier zmarła 13 października 1934 roku w Nowym Jorku, wskutek zapalenia mięśnia sercowego.

## Galeria

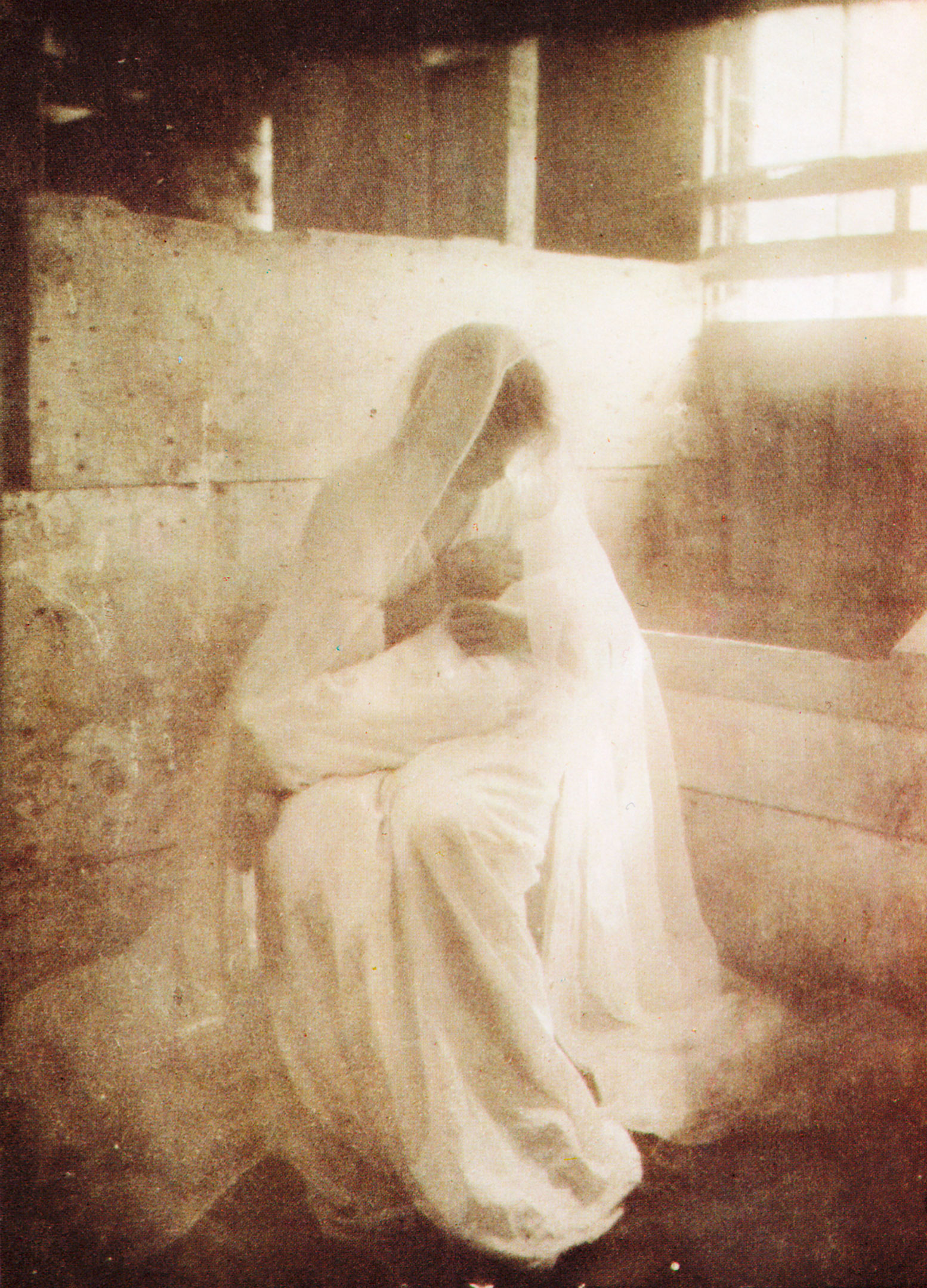
The Manger, ok. 1899
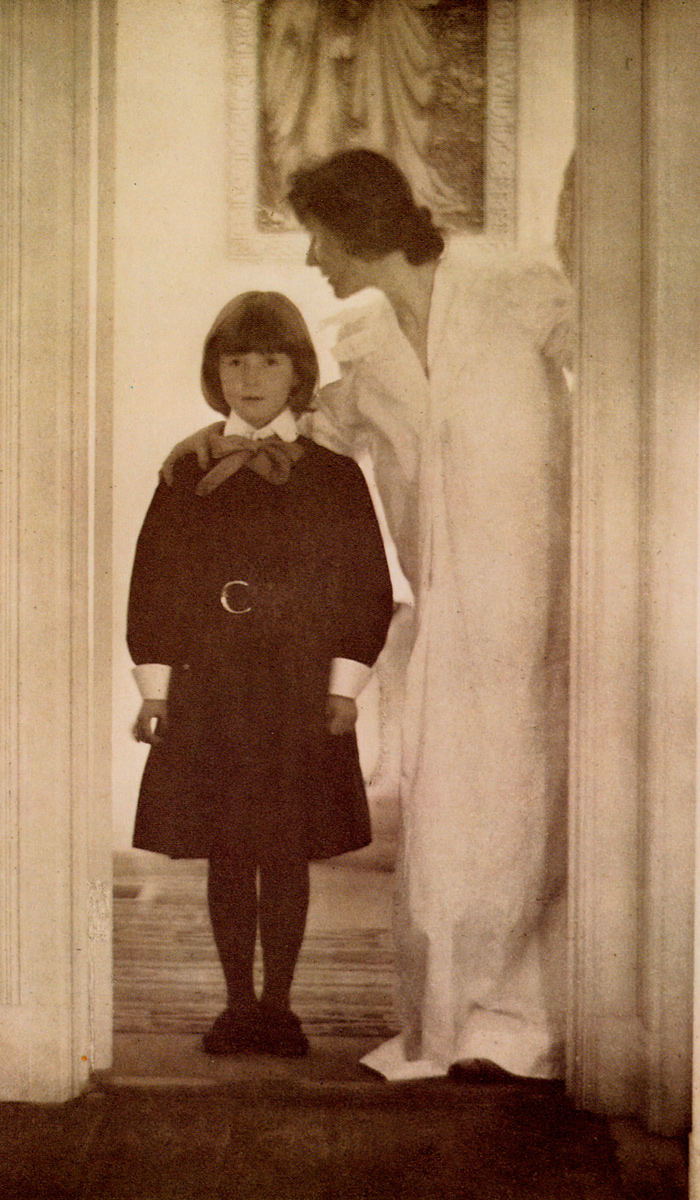
Blessed Art Thou among Women, ok. 1899
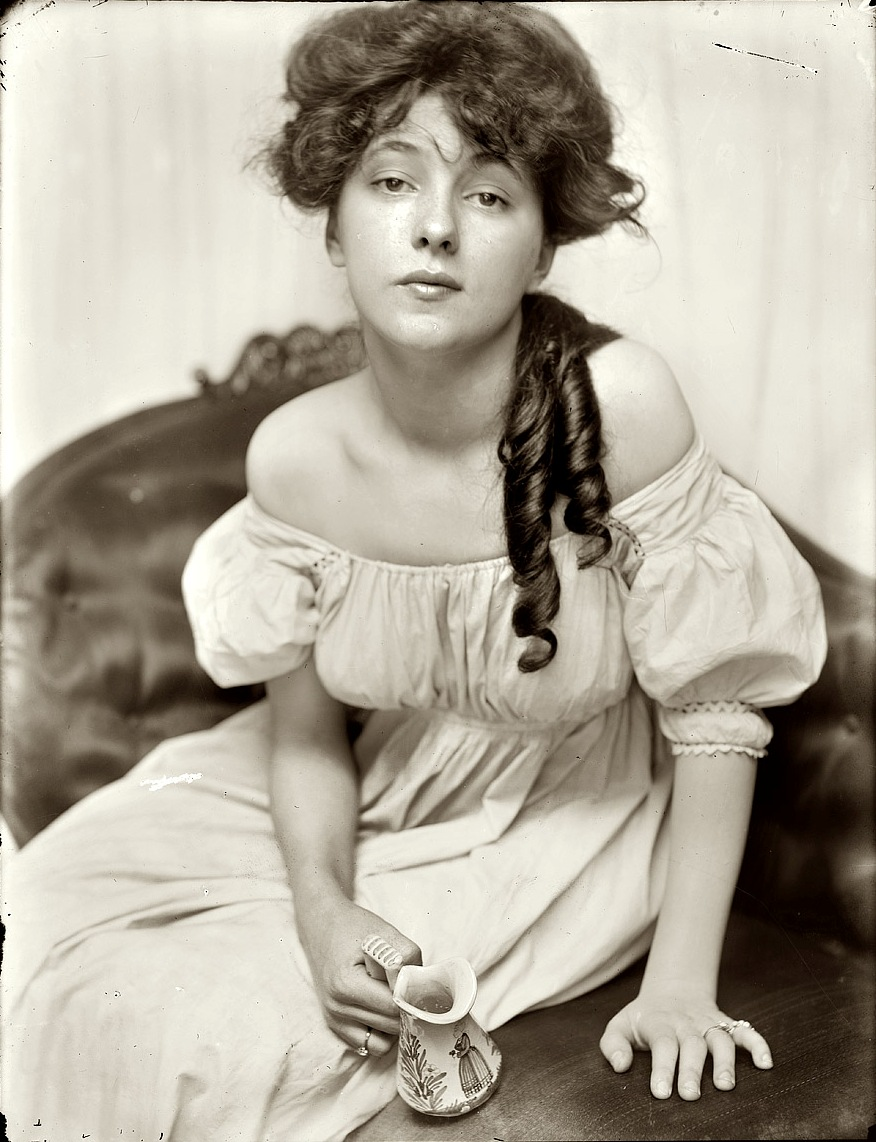
Miss N – portret Evelyn Nesbit, 1903
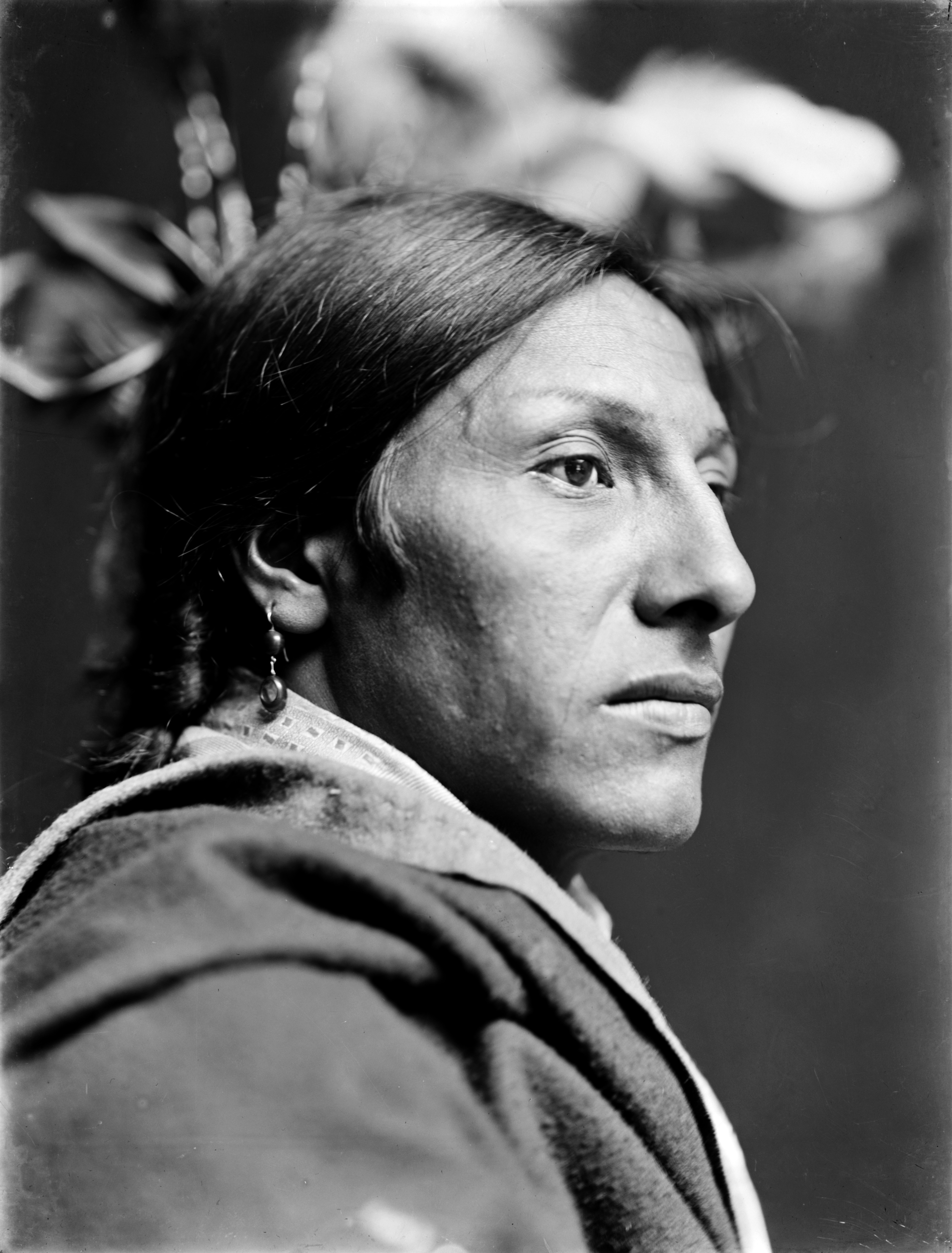
Amos Two Bulls, ok. 1900